# Dimitry McDuffie
Dimitry McDuffie (* 28. Februar 1989 in Augsburg) ist ein deutscher Basketballspieler.

## Laufbahn
McDuffie spielte in der Jugend der BG Leitershofen/Stadtbergen in seiner Heimatstadt Augsburg und wechselte dann in den Nachwuchs von TSV Breitengüßbach. Im Altersbereich U16 schaffte er den Sprung in den deutschen Nationalkader. In Breitengüßbach fand er 2006 Aufnahme ins Zweitligaaufgebot.
Im Spieljahr 2007/08 stand der 1,98-Meter-große Flügelspieler in Diensten von Falke Nürnberg (2. Bundesliga ProA). 2008 wechselte er zu den P4two Ballers Osnabrück, bei denen er ein Jahr spielte.
2009 folgte der Wechsel zu den s.Oliver Baskets Würzburg (damals 2. Bundesliga ProB). Aus Verletzungsgründen musste er im Laufe der Spielzeit 2010/11 kürzertreten und kehrte erst in der Saison 2013/14 beim FC Baunach (2. Bundesliga ProB) aufs Spielfeld zurück. Mit Baunach stieg er in die 2. Bundesliga ProA auf, verließ den Verein aber aus beruflichen Gründen nach einem Jahr.
Im Spieljahr 2016/17 verstärkte er den TSV Breitengüßbach in der Regionalliga.